# Andrzej Wilk (1849–1934)
Andrzej Wilk (ur. 10 sierpnia 1848 w Ostrowie, w pow. jarosławskim, zm. 19 sierpnia 1934 w Sieniawie) – działacz chłopski, poseł do austriackiej Rady Państwa.

## Życiorys
Chłop, właściciel gospodarstwa i kowal w Sieniawie, w powiecie jarosławskim. Od 1896 działacz Stronnictwa Chrześcijańsko-Ludowego, którego przywódcą był Stanisław Stojałowski. Poseł do austriackiej Rady Państwa X kadencji (31 stycznia 1901 – 30 stycznia 1907) z kurii V powszechnej, okręgu nr 8 (Jarosław-Łańcut-Cieszanów-Jaworów-Gródek) W parlamencie należał do grupy posłów Stronnictwa Chrześcijańsko-Ludowego, potem Polskiego Centrum Ludowego od 1901 Członek Koła Polskiego, 21 kwietnia 1904 wydalony z klubu po aferze związanej z nadużywaniem blankietów Izby Deputowanych. Do końca kadencji pozostał posłem niezrzeszonym „dzikim”. Skazany na sześć tygodni pozbawienia wolności przez Sąd Powiatowy w Sieniawie w 1907 za kradzież i sprzedaż papieru z akt parlamentarnych.